# Verband der Landwirtschaftskammern
Der Verband der Landwirtschaftskammern e.V. (VLK) ist eine Fachgesellschaft, die sich als Bindeglied der deutschen Landwirtschaftskammern versteht. zusammengeschlossen ist. Mitglied im VLK kann jede Landwirtschaftskammer oder jede andere berufsständische Institution mit gleicher Aufgabenstellung sein. Der VLK ist Mitglied im Zentralausschuss der deutschen Landwirtschaft und arbeitet dort mit den anderen Agrarverbänden eng zusammen.

## Geschichte
Der Verband der Landwirtschaftskammern wurde 1924 erstmals in Berlin in das Vereinsregister eingetragen, während des 3. Reiches wurde der Verband gleichgeschaltet und im Jahr 1949 erneut gegründet.

## Aufgaben und Struktur
Der VLK koordiniert und moderiert über seine Fachgremien in Ausschüssen und Arbeitskreisen die Zusammenarbeit der Mitglieder und Agrarverwaltungen in Bundesländern ohne Landwirtschaftskammern.
Der VLK ist auch Bindeglied zwischen den Bundesministerien und den Landwirtschaftskammern, unterstützt die Kommunikation und den fachlichen Austausch und gibt Stellungnahmen zu Gesetzesentwürfen ab.
International steht der VLK in regelmäßigem Kontakt zu den europäischen Landwirtschaftskammern und dem Ausschuss der berufsständischen landwirtschaftlichen Organisationen der Europäischen Union COPA-COGECA. 

### Arbeitsgruppen
- Produktion und Markt:
  - Pflanzen und Ackerbau
  - Gartenbau
  - Versuchswesen Acker- und Gartenbau
  - Nährstoffhaushalt und Düngung
  - Ökologischer Landbau
  - Tierhaltung
  - Tierzucht
  - Tierschutz
  - Marktberichtswesen
- Betriebswirtschaft, Beratung, Umwelt: Unternehmensberatung:
  - Testbetriebnetz/Statistik
  - Arbeitnehmerfrage
  - Landwirtschaftliches Sachverständigenwesen
  - Erwerbs- und Einkommenskombinationen
  - Bauen, Energie, Technik
  - Umweltschutz
  - Raumordnung
  - Ländliche Entwicklung
  - Projekte
- Berufliche Bildung:
  - Geschäftsführung des Arbeitskreises der zuständigen Stellen für die Berufsbildung
  - Berufsausbildung
  - Berufliche Fort- und Weiterbildung
  - Bildungspolitik
- Futter und Fütterung:
  - Verein Futtermitteltest Haus Düsse
  - Verein Futtermitteltest
  - Futtermittel
  - Fütterung

## Mitglieder
- Landwirtschaftskammer Schleswig-Holstein
- Landwirtschaftskammer Hamburg
- Landwirtschaftskammer Bremen
- Landwirtschaftskammer Niedersachsen
- Landwirtschaftskammer Nordrhein-Westfalen
- Landwirtschaftskammer für das Saarland
- Landwirtschaftskammer Rheinland-Pfalz
- Deutsche Landwirtschafts-Gesellschaft
- Bayerischer Bauernverband